# Jasmine Cephas Jones

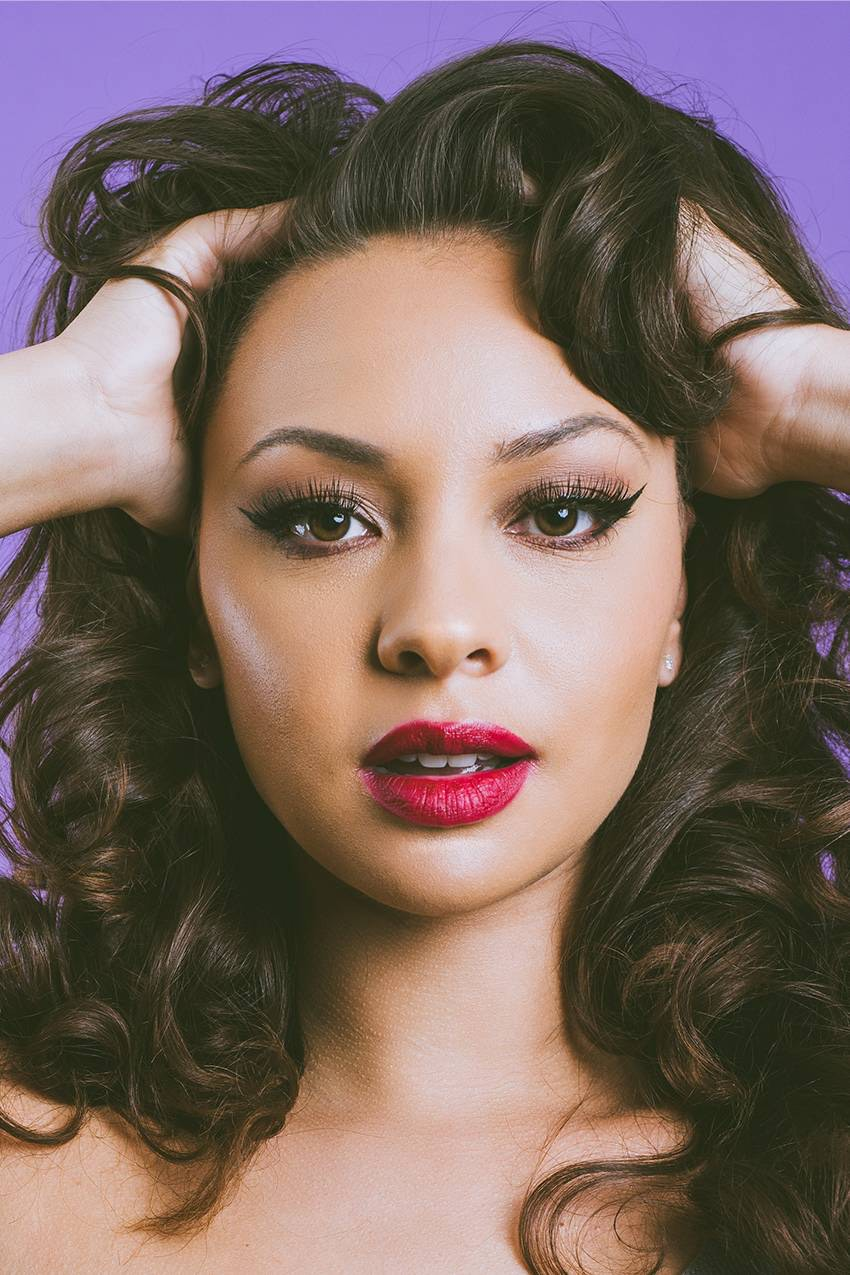
Jasmine Cephas Jones, 2021

Jasmine Cephas Jones (* 21. Juli 1989 in New York City) ist eine amerikanische Schauspielerin und Sängerin. Sie wurde bekannt durch die Doppelrolle Peggy Schuyler und Maria Reynolds in dem Musical Hamilton und dem zugehörigen Film. Für ihre Rolle in der Quibi-Serie #FreeRayshawn wurde sie ausgezeichnet.

## Persönliches
Jones ist die Tochter des Schauspielers Ron Cephas Jones und der Jazz-Sängerin Kim Lesley, die in ihrer Kindheit getrennt waren, aber sie dennoch gemeinsam aufzogen. Sie wuchs in Brooklyn, New York City auf und besuchte dort nach der LaGuardia High School die Neighborhood Playhouse School of the Theatre. Anschließend wurde sie Teil der LAByrinth Theater Company, der ihr Vater bereits angehörte.
Jones war mit Schauspieler und Sänger Anthony Ramos, der wie sie Teil der Off- und Broadway-Besetzung für Hamilton war, seit Februar 2015 liiert und seit dem 24. Dezember 2018 verlobt. Ende November 2021 wurde die Trennung des Paares berichtet.

## Karriere
Nach Kleinauftritten ab 2013 gab Jones ihr Leinwanddebüt 2015 in Mistress America, für den sie drei Jahre zuvor gecastet wurde. Jones war die erste Besetzung in dem Musical Hamilton für die Doppelrolle als Peggy Schuyler und Maria Reynolds ab Februar 2015 in der Off-Broadway- und ab August 2015 in der Broadway-Produktion, die sie im Dezember 2016 verließ. In den Rollen ist sie auch in dem 2020 erschienenen Hamilton-Film zu sehen, für den eine Broadway-Inszenierung aufgenommen wurde. Jones sang gemeinsam mit Renée Elise Goldsberry und Phillipa Soo, die neben ihr die anderen Schuyler-Schwestern Angelica und Eliza gespielt hatten, beim Super Bowl LI 2017 im Vorprogramm America the Beautiful. Für das Lied Say No To This aus dem Soundtrack zu Hamilton wurde sie mit einer Silbernen Schallplatte, für The Schuyler Sisters mit Gold in Großbritannien ausgezeichnet.
2018 spielte sie in dem Film Blindspotting von Daveed Diggs und Rafael Casal als Ashley, die Frau von Miles (Casal). Der Fernsehsender Starz entwickelt seit Oktober 2019 zu dem Film eine Spinoff-Serie um Ashley als Hauptfigur, die wieder Jones spielt. Auf der Videoplattform Quibi hatte sie eine Hauptrolle in der Kurzformserie #FreeRayshawn, für die sie bei den Creative Arts Primetime Emmys 2020 ausgezeichnet wurde und bei den NAACP Image Awards 2021 nominiert war. Für die Serie Blindspotting, die seit Juni 2021 erscheint, agierte sie das erste Mal auch als Produzentin.
Im März 2020 brachte Jones ihre selbstgeschriebene EP Blue Bird heraus.

## Theaterauftritte
- 2014: The Loneliness of the Long Distance Runner
- 2015–2016: Hamilton
- 2019: Cyrano

## Filmografie
- 2013: Titus
- 2013: Blue Bloods – Crime Scene New York (Fernsehserie, 1 Episode)
- 2014: Unforgettable (Fernsehserie, 1 Episode)
- 2014: Fairfield
- 2015: Mistress America
- 2016: Odd Mom Out (Fernsehserie, 1 Episode)
- 2016: Blood Surf
- 2017: Girls (Fernsehserie, 2 Episoden)
- 2018: Blindspotting
- 2018: Monsters and Men
- 2018: Dog Days
- 2018: Midnight, Texas (Fernsehserie, 2 Episoden)
- 2019: Marriage Story
- 2019: Mrs. Fletcher (Fernsehserie, 5 Episoden)
- 2020: The Photograph
- 2020: #FreeRayshawn (Webserie, 15 Episoden)
- 2020: Hamilton (Musicalaufzeichnung)
- 2020: Honest Thief
- 2021–2023: Blindspotting (Fernsehserie, 16 Episoden)
- 2023: Origin

## Diskografie
- 2015: Beteiligung auf dem Album Hamilton
- 2020: EP Blue Bird

## Auszeichnungen und Nominierungen
- 2016 Grammy Awards: Best Musical Theater Album – Auszeichnung für Hamilton mit weiterer Hauptbesetzung

- 2019: Imagen Awards: Beste Schauspielerin in einem Spielfilm – Nominierung für Monsters and Men[12]
- 2020 Creative Arts Primetime Emmys: Beste Schauspielerin in einer Kurzformserie – Auszeichnung für #FreeRayshawn[13]
- 2021: NAACP Image Awards: Beste Darstellung in einer Kurzformserie – Nominierung für #FreeRayshawn[14]
- 2022: Women’s Image Network Award: Herausragende Darstellerin einer Comedyserie – Nominierung für Blindspotting
- 2022: Independent Spirit Award: Beste weibliche Darstellung in einer neuen Serie – Nominierung für Blindspotting